# بگیر و تکانشان بده
بگیر و تکانشان بده (انگلیسی: Take 'em and Shake 'em) یک فیلم کوتاه کمدی به کارگردانی راسکو آرباکل است که در سال ۱۹۳۱ منتشر شد.

## گزیدهٔ بازیگران
- جون مک‌کلوی
- ماریون شیلینگ
- گرترود شورت
- چارلز یودلز
- آرتور هویت